# 福知山市立細見小学校
福知山市立細見小学校（ふくちやましりつ ほそみしょうがっこう）は、京都府福知山市にあった公立小学校。

## 沿革
- 1889年 - 細見地域にあった教育場がまとまり、「細見尋常小学校」として開校[1]。
- 1892年 - 中出分校が開校[1]
- 1947年 - 「細見村立細見小学校」に改名[2]
- 1955年 - 合併に伴い三和村立となる[1]。
- 1956年 - 三和村の町制施行に伴い、三和町立の学校となる[1]。
- 2001年 - 中出分校が閉校[1]
- 2006年 - 市町村合併により福知山市立となる[1]。
- 2015年4月 - 川合・細見小統合[3]
- 2019年
  - 3月31日 - 福知山市立菟原小学校との統合により廃校
  - 4月1日 - 統合校である福知山市立三和小学校が福知山市立三和中学校敷地内に開校

## 主な進学先
- 福知山市立三和中学校

## 学校の周辺施設
- 福知山市役所 三和支所

## 交通アクセス
- 山陰本線福知山駅前より国道9号を車で約25分。
- 山陰本線綾部駅前より国道173号・府道59号・国道9号を車で約25分。
- 福知山線市島駅前より県道59号・府道59号・国道9号を車で約25分。